# 毛羽皇
毛羽皇（17世紀—17世紀），字儀伯，號碧涵，南直隸常州府武進縣人，明朝、南明政治人物。

## 生平
毛羽皇是萬曆二十二年舉人、武平知縣毛應啓之子，崇禎十二年（1639年）中式己卯科應天鄉試舉人，十六年（1643年）成進士，獲授香山知縣，隆武年間轉任刑科右給事中，後事不詳。

## 家族
曾祖毛諴，赠徵仕郎中書舍人。祖父毛中孝，增生。本生父毛應吾，太學生。父毛應啓，萬曆甲午舉人，武平知縣。

## 引用
1. 1 2  錢海岳《南明史·卷四十五·列傳第二十一》：（隆武）同時科臣之可紀者：……毛羽皇，字儀伯，武進人。崇禎十六年進士。自香山知縣遷刑科給事中。
2. ↑  道光《武進陽湖縣合志·卷十八·選舉志二》：（崇禎）十二年己卯科（舉人）……毛羽皇 應啟子，癸未進士
3. ↑  道光《武進陽湖縣合志·卷十七·選舉志一》：崇禎十六年癸未科楊廷鑑榜……毛羽皇 香山知縣，或作刑科右給事
4. ↑  《崇禎十六年癸未科進士三代履歷》：毛羽皇，碧涵，詩二房，甲子年正月十八日生，武进人，己卯八十二名，會試二百七十九名，三甲二百四十名。刑部觀政，甲申授廣東香山知縣。